# Mauronto di Provenza
Mauronto (tra il VII secolo e l'VIII secolo – dopo il 739) conte di Vienne, fu duca di Provenza da prima del 735 al 739.

## Biografia
Di Mauronto, di cui non si conoscono gli ascendenti, si conosce molto poco; era contemporaneo di Abbone, duca di Provenza, alleato di Carlo Martello.
Secondo il Chronicon Moissiacensis, Mauronto, nel 734, si ribellò ai Franchi e chiamò i Saraceni, guidati da Yusuf, figlio di ʿAbd al-Raḥmān ibn ʿAbd Allāh al-Ghāfiqī, che si installarono a Narbona e l'anno dopo, passato il Rodano, conquistarono Arles e tutta la sua provincia che tennero poi per quattro anni, portandovi morte e distruzione e poi, col consenso di Mauronto, avrebbero conquistato Avignone, nel 736.
Carlo Martello reagì e già, nel 735, si diresse su Lione per fare un'incursione su Arles e Marsiglia, poi, nel 737, strappò Avignone ai Saraceni, che avevano l'aiuto di Mauronto, e li scacciò, sterminandoli.
Nel 739, Carlo Martello, raccolto un grande esercito di Franchi e Burgundi, col fratellastro, Childebrando, si diresse in Provenza, occupò tutta la zona di Avignone, e si spinse sino al mare, e, mettendo in fuga il duca Mauronto, sottomise tutta la regione, cacciandone i Saraceni.
Sempre, nel 739, Arles era stata ancora catturata dai Saraceni e Carlo si alleò coi Longobardi per riconquistare la Provenza, con l'aiuto del re Liutprando riconquistò Arles, seminando il terrore tra i nemici, li mise in fuga e riconquistò la regione sino a Marsiglia. Poi passato il Rodano, dopo aver scacciato i saraceni da tutta la Gotia, Carlo sconfisse Mauronto, duca di Provenza che aveva chiamato i Saraceni.
Di Mauronto non si hanno più notizie e non si conosce la data della morte.

## Discendenza
Di Mauronto non si hanno notizie né su una eventuale moglie, né su discendenti.

### Fonti primarie
- (LA)  Fredegario, FREDEGARII SCHOLASTICI CHRONICUM CUM SUIS CONTINUATORIBUS, SIVE APPENDIX AD SANCTI GREGORII EPISCOPI TURONENSIS HISTORIAM FRANCORUM.
- (LA)  Annales Mettenses Priores.
- (LA)  Chronicon Moissiacensis.
- (LA)  Rerum Gallicarum et Francicarum Scriptores, tomus tertius.

### Letteratura storiografica
- Christian Pfister, La Gallia sotto i Franchi merovingi. Vicende storiche, in Storia del mondo medievale, Cambridge, Cambridge University Press, 1999,  pp. 688-711.